# 大統領戦略政策フォーラム
大統領戦略政策フォーラム（だいとうりょうせんりゃくせいさくフォーラム、英: President's Strategic and Policy Forum）は、アメリカ合衆国大統領であるドナルド・トランプによって設置された諮問会議。議長はスティーブン・シュワルツマンが務めた。

## 概要
ドナルド・トランプ大統領はアメリカ合衆国の経済界を代表する「大統領戦略政策フォーラム」を設置したと2016年12月に発表した。
パリ協定の離脱に抗議したボブ・アイガーやイーロン・マスクなどトランプ政権との意見衝突による脱退者が相次いだことで2017年8月に「米国製造業評議会」とともに解散した。